# Aeropuerto de Deline
El Aeropuerto de Deline (del inglés: Deline Airport) (IATA: YWJ, OACI: CYWJ) está ubicado a 1.4 mn (2,6 km; 1,6 mi) al noreste de Deline, en los Territorios del Noroeste, Canadá. De noche se pueden encontrar caribús cerca de la pista de aterrizaje.

## Aerolíneas y destinos
- North-Wright Airways
  - Yellowknife / Aeropuerto de Yellowknife